# Sphère intégrante
Pour les articles homonymes, voir Sphère (homonymie).
Une  sphère  intégrante (aussi dénommée sphère d'intégration ou sphère d'Ulbricht (de)) est un composant optique consistant en une cavité dont l'intérieur est revêtu d'une peinture possédant un facteur de réflexion diffuse élevé et possédant des ports d'entrée et de sortie relativement petits. Pour les applications dans le domaine visible, le revêtement le plus utilisé est le sulfate de baryum (BaSO4) blanc. Dans le domaine infrarouge, le revêtement usuel est l'or. La forme de la cavité est généralement une sphère. 
Les faisceaux lumineux provenant de n'importe quel point de la surface interne de la sphère sont distribués, en raison des multiples réflexions diffuses, de façon égale à tous les autres points de la sphère quelle que soit la direction originale de la lumière.
Une sphère intégrante peut être considérée comme un diffuseur qui conserve la puissance mais détruit l'information spatiale. Les sphères intégrantes sont typiquement utilisées comme source lumineuse et comme système de mesure de la puissance optique. 
On les trouve dans un grand nombre de mesures optiques, photométriques ou radiométriques :
- quantification de la puissance lumineuse totale émise par une lampe dans toutes les directions.
- mesure du facteur de réflexion (réflectance) de surfaces en moyennant correctement selon tous les angles d'illumination et d'observation,
- création d'une source lumineuse avec une intensité lumineuse apparente uniforme dans toutes les directions à l'intérieur de son ouverture circulaire, et indépendante de la direction excepté la fonction cosinus inhérente à une surface radiante diffuse idéale  (surface Lambertienne).
- Mesure précise de la somme de toute la lumière ambiante incidente sur une petite ouverture circulaire.
- Mesure de la puissance d'un faisceau laser, indépendamment de la structure du faisceau, de sa forme de sa position et direction incidente.

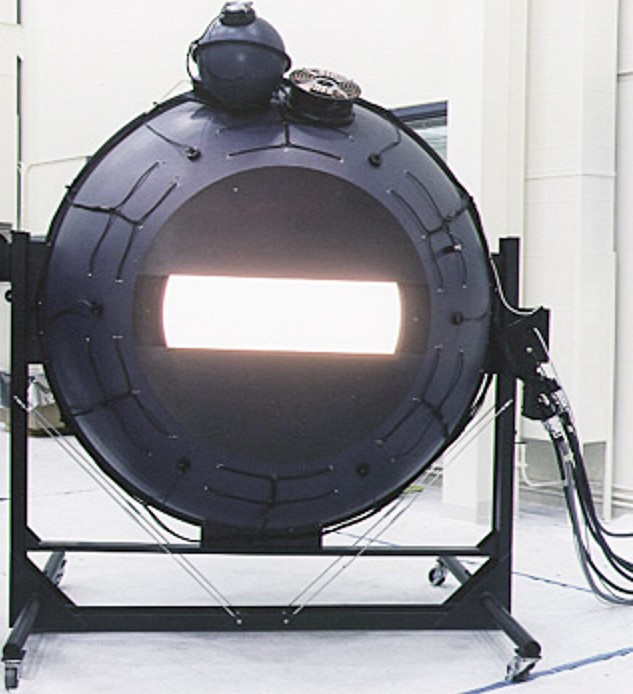
Sphère intégrante développée par la NASA.

La plupart des sphères intégrantes commercialisées ont des diamètres de 20 à 50 cm. Il existe des sphères intégrantes beaucoup plus grandes, jusqu'à plusieurs mètres de diamètre pour mesurer des lampes d'éclairage public ou pour produire une source lumineuse uniforme très large. L'image jointe présente une sphère développée par la NASA  pour des tests d'uniformité sur le spectroradiomètre imageur MISR (en) .